# Радачево (Західнопоморське воєводство)
Радачево (пол. Radaczewo) — село в Польщі, у гміні Хощно Хощенського повіту Західнопоморського воєводства.
Населення — 289 осіб (2011).
У 1975-1998 роках село належало до Гожовського воєводства.

## Демографія
Демографічна структура станом на 31 березня 2011 року:
|          | Загалом | Допрацездатний вік | Працездатний вік | Постпрацездатний вік |
| -------- | ------- | ------------------ | ---------------- | -------------------- |
| Чоловіки | 151     | 37                 | 98               | 16                   |
| Жінки    | 138     | 28                 | 84               | 26                   |
| Разом    | 289     | 65                 | 182              | 42                   |